# Liste der Baudenkmale in Herzberg (Elster)
In der Liste der Baudenkmale in Herzberg (Elster) sind alle Baudenkmale der brandenburgischen Gemeinde Herzberg (Elster) und ihrer Ortsteile aufgelistet. Grundlage ist die Veröffentlichung der Landesdenkmalliste mit dem Stand vom 31. Dezember 2023. Die Bodendenkmale sind in der Liste der Bodendenkmale in Herzberg (Elster) aufgeführt.

## Baudenkmale in den Ortsteilen
In den Spalten befinden sich folgende Informationen:
- ID-Nr.: Die Nummer wird vom Brandenburgischen Landesamt für Denkmalpflege vergeben. Ein Link hinter der Nummer führt zum Eintrag über das Denkmal in der Denkmaldatenbank. In dieser Spalte kann sich zusätzlich das Wort Wikidata befinden, der entsprechende Link führt zu Angaben zu diesem Denkmal bei Wikidata.
- Lage: die Adresse des Denkmales und die geographischen Koordinaten. Link zu einem Kartenansichtstool, um Koordinaten zu setzen. In der Kartenansicht sind Denkmale ohne Koordinaten mit einem roten beziehungsweise orangen Marker dargestellt und können in der Karte gesetzt werden. Denkmale ohne Bild sind mit einem blauen bzw. roten Marker gekennzeichnet, Denkmale mit Bild mit einem grünen beziehungsweise orangen Marker.
- Bezeichnung: Bezeichnung in den offiziellen Listen des Brandenburgischen Landesamtes für Denkmalpflege. Ein Link hinter der Bezeichnung führt zum Wikipedia-Artikel über das Denkmal.
- Beschreibung: die Beschreibung des Denkmales
- Bild: ein Bild des Denkmales und gegebenenfalls einen Link zu weiteren Fotos des Baudenkmals im Medienarchiv Wikimedia Commons

### Arnsnesta
| ID-Nr.                           | Lage                   | Bezeichnung                                                                                                 | Beschreibung | Bild |
| -------------------------------- | ---------------------- | --- | --- | --- |
| 09135135 Wikidata                | Arnsnesta Nr. 7 (Lage) | Dorfkirche                                                                                                  | Die Kirche wurde in der Mitte des 17. Jahrhunderts als Fachwerkkirche erbaut. Von 1914 bis 1915 wurde die Kirche renoviert, aus dieser Zeit stammt auch die Innenausstattung. Der Westturm hat einen quadratischen Grundriss, der obere Teil des Turms ist achteckig. Die Schweifhaube des Turmes wurde 1910 erstellt. Im Inneren befindet sich ein Taufbecken aus Sandstein aus dem Jahr 1604. Eine Glocke wurde im Spätmittelalter gegossen, die zweite im Jahre 1674 von Georg Billich aus Wittenberg. | weitere Bilder                                                                                              |
| 09135855 Teilobjekt zu: 09135135 | Arnsnesta Nr. 7 (Lage) | Glocke | Die Glocke stammt aus dem Jahr 1674. | BW |
| 09135856 Teilobjekt zu: 09135135 | Arnsnesta Nr. 7 (Lage) | Glocke | Die Glocke stammt aus dem 15. Jahrhundert. | BW |
| 09136455 Teilobjekt zu: 09135135 | Arnsnesta Nr. 7 (Lage) | Orgel | Der Orgelbauer war Conrad Geißler aus Eilenburg. | BW |
| 09135654                         | Arnsnesta 32 (Lage)    | Mittelbauerngehöft, bestehend aus Wohnhaus, zwei Stallgebäuden, Scheune und Taubenturm sowie Hofpflasterung | Das Gehöft wurde in dem letzten Drittel des 19. Jahrhunderts erbaut. Das Wohnhaus steht traufständig zur Straße, hat ein Geschoss und ein Satteldach. Es ist ein Ziegelbau, die Mitte ist betont durch ein Zwerchhaus. Rechts vom Wohnhaus steht das Auszüglerhaus, es ist ebenfalls ein Ziegelhaus mit einem Geschoss und Satteldach. Zum Hof gehört noch ein Stallspeicher und eine Durchfahrtscheune.                                                                                                  | Mittelbauerngehöft, bestehend aus Wohnhaus, zwei Stallgebäuden, Scheune und Taubenturm sowie Hofpflasterung |
| 09136378 Teilobjekt zu: 09135654 | Arnsnesta 32 (Lage)    | Wohnhaus | | BW |
| 09136979 Teilobjekt zu: 09135654 | Arnsnesta 32 (Lage)    | Auszüglerhaus & Stall                                                                                       | | BW |
| 09136380 Teilobjekt zu: 09135654 | Arnsnesta 32 (Lage)    | Stall | | BW |
| 09136381 Teilobjekt zu: 09135654 | Arnsnesta 32 (Lage)    | Taubenhaus                                                                                                  | | BW |
| 09136382 Teilobjekt zu: 09135654 | Arnsnesta 32 (Lage)    | Scheune | | BW |
| 09135655                         | Arnsnesta 39 (Lage)    | Wohnhaus | Das Wohnhaus wurde 1812 errichtet. Es ist ein giebelständiges zweigeschossiges Haus mit einem Krüppelwalmdach. Die Giebelseiten sind verbrettert. | BW |

### Borken
Borken wird das erste Mal im Jahre 1385 urkundlich erwähnt. Um das Jahr 1900 erlebte der Ort einen Aufschwung, das Dorf veränderte sich baulich.
| ID-Nr.                           | Lage                 | Bezeichnung                                                 | Beschreibung | Bild |
| -------------------------------- | -------------------- | ----------------------------------------------------------- | --- | ---- |
| 09135725                         | Borken Nr. 10 (Lage) | Wohnhaus und linker Stallspeicher eines Mittelbauerngehöfts | Das Wohnhaus wurde um 1920 erbaut. Es ist ein eingeschossiges, traufständiges Wohnhaus mit einem Drempel und einem Satteldach. In der mittleren Achse von sieben Achsen befindet sich ein Zwerchhaus und der Eingang. Vor dem Eingang ist eine kleine Freitreppe. Der Stall wurde 1947 erbaut. Es ist ein Ziegelbau mit Satteldach. | BW   |
| 09136415 Teilobjekt zu: 09135725 | Borken Nr. 10 (Lage) | Stall                                                       | Der Stall wurde nach einer Inschrift im Jahre 1945 gebaut. | BW   |

### Buckau
| ID-Nr.                           | Lage                       | Bezeichnung | Beschreibung | Bild       |
| -------------------------------- | -------------------------- | ----------- | --- | ---------- |
| 09135561                         | Buckauer Straße 37a (Lage) | Dorfkirche  | Die Dorfkirche ist ein Saalbau aus dem Jahr 1861. Errichtet wurde die Kirche aus Backstein mit einer halbkreisförmigen Apsis mit einem Westturm mit Spitzhelm. Die Ausstattung im Inneren im klassizistischen Stil ist aus der Bauzeit. | Dorfkirche |
| 09135861 Teilobjekt zu: 09135561 | Buckauer Straße 37a (Lage) | Glocke      | Die Glocke wurde 1886 gegossen. | BW         |
| 09135862 Teilobjekt zu: 09135561 | Buckauer Straße 37a (Lage) | Glocke      | Die Glocke ist auf1922 datiert. | BW         |
| 09135665                         | Buckauer Straße 24 (Lage)  | Taubenhaus  | Das Taubenhaus auf dem Hof zwischen zwei Wohnhäusern stammt aus der Zeit um 1910. | Taubenhaus |

### Fermerswalde
| ID-Nr.                           | Lage                               | Bezeichnung                                                                            | Beschreibung | Bild                                              |
| -------------------------------- | ---------------------------------- | -------------------------------------------------------------------------------------- | --- | ------------------------------------------------- |
| 09135151                         | Fermerswalder Straße (Lage)        | Dorfkirche                                                                             | Die evangelische Dorfkirche wurde im 14. oder 15. Jahrhundert erbaut. Es ist ein Saalbau aus Raseneisenstein und Backstein mit einem eingezogenen Chor. Der Turm hat ein achteckigen Aufsatz aus Fachwerk mit einer Schweifhaube. Der Turm wurde nach einem Brand im Jahre 1954 nach einem Vorgängerbau wieder aufgebaut. Im Inneren befindet sich ein Triumphbogen aus dem 17. Jahrhundert. Die Westempore ist aus dem 18. Jahrhundert, die Nord- und Südempore aus dem 19. Jahrhundert. Die Kanzel und das Gestühl wurde ebenfalls im 19. Jahrhundert eingebaut. | weitere Bilder                                    |
| 09136032 Teilobjekt zu: 09135151 | Fermerswalder Straße (Lage)        |                                                                                        | Orgel | BW                                                |
| 09135669                         | Am Fermerswalder Bahnhof 12 (Lage) | Bahnhof, bestehend aus Empfangsgebäude, Güterschuppen, Dienstgebäude und Toilettenhaus | Der Bahnhof Fermswalde wurde 1876 eröffnet. Es ist ein dreigeschossiger Ziegelbau mit einem Satteldach. die Fassade ist mit gelben Ziegel gegliedert. Zum Bahnhof gehört noch ein Toilettenhäuschen, ein Dienstgebäude und ein Güterschuppen. | weitere Bilder                                    |
| 09136369 Teilobjekt zu: 09135669 | Am Fermerswalder Bahnhof 12 (Lage) | Bahnhofempfangsgebäude                                                                 | | Bahnhofempfangsgebäude                            |
| 09136390 Teilobjekt zu: 09135669 | Am Fermerswalder Bahnhof 12 (Lage) | Güterschuppen                                                                          | | BW                                                |
| 09136391 Teilobjekt zu: 09135669 | Am Fermerswalder Bahnhof 12 (Lage) | Bahnhofsgebäude                                                                        | Das Gebäude schließt östlich des Bahnhofempfangsgebäudes an. | Bahnhofsgebäude                                   |
| 09136392 Teilobjekt zu: 09135669 | Am Fermerswalder Bahnhof 12 (Lage) | Toilettenhaus                                                                          | Das eingeschossige Gebäude mit Satteldach befindet sich nordwestlich des Güterschuppens. | BW                                                |
| 09135750                         | Fermerswalder Straße 1 (Lage)      | Chausseehaus mit Wirtschaftsgebäude und Eiskeller                                      | Das Chausseehaus wurde 1869 erbaut, damals wurde die Straße von Herzberg nach Torgau errichtet. Zu dem Wohnhaus gehört noch ein Eiskeller und ein Wirtschaftsgebäude. Das Wohnhaus ist ein massiver, eingeschossige Haus mit einem Drempel und einem Satteldach. | Chausseehaus mit Wirtschaftsgebäude und Eiskeller |
| 09135938 Teilobjekt zu: 09135750 | Fermerswalder Straße 1 (Lage)      | Wirtschaftsgebäude                                                                     | | BW                                                |
| 0915939 Teilobjekt zu: 09135750  | Fermerswalder Straße 1 (Lage)      | Eiskeller                                                                              | | BW                                                |
| 09135152                         | Fermerswalder Straße 9 (Lage)      | Försterei mit zwei Nebengebäuden                                                       | Das Wohnhaus des Förstergehöftes wurde 1767 erbaut. Es ist ein giebelständiges, zweigeschossiges Haus mit einem Krüppelwalmdach. Das an der Längsseite angefügte Stallgebäude ist ein Fachwerkbau mit einem Satteldach. | Försterei mit zwei Nebengebäuden                  |
| 09136211 Teilobjekt zu: 09135152 | Fermerswalder Straße 9 (Lage)      | Wirtschaftsgebäude                                                                     | | BW                                                |
| 09136212 Teilobjekt zu: 09135152 | Fermerswalder Straße 9 (Lage)      | Stall                                                                                  | | BW                                                |
| 09135613                         | Fermerswalder Straße 11 (Lage)     | Linker Stallspeicher mit Oberlaube                                                     | Erbaut wurde der Stallspeicher in der zweiten Hälfte des 18. Jahrhunderts. Der Stallspeicher gehört ursprünglich zu einem Dreiseithof. Es ist ein Fachwerkbau mit einem Satteldach. | Linker Stallspeicher mit Oberlaube                |

### Frauenhorst
Der Ort wurde 1269 erstmals im Urkundenbuch Dobrilugk erwähnt als (Borchardo militi de) Vrowenhorts.
| ID-Nr.                           | Lage                           | Bezeichnung                        | Beschreibung | Bild           |
| -------------------------------- | ------------------------------ | ---------------------------------- | --- | -------------- |
| 09135154 Wikidata                | Frauenhorst Straße (Lage)      | Dorfkirche                         | Bei der Kirche handelt es sich um einen Raseneisensteinbau. Die Entstehung wird 14. Jahrhundert datiert. Der eingezogene Westturm entstand später als Ziegelbau. | weitere Bilder |
| 09135880 Teilobjekt zu: 09135154 | Frauenhorst Straße (Lage)      | Glocke                             | Die Glocke wurde 1884 gegossen. | BW             |
| 09135881 Teilobjekt zu: 09135154 | Frauenhorst Straße (Lage)      | Glocke                             | Die Glocke wurde in der zweiten Hälfte des 19. Jahrhunderts gegossen.                                                                                            | BW             |
| 09135732 Wikidata                | Frauenhorster Straße 10 (Lage) | Wohnhaus eines Mittelbauerngehöfts | Es handelt sich hier um einen 1 ⁄2-geschossigen Ziegelbau mit Satteldach. Die Entstehung wird auf das Jahr 1910 datiert.                                         | weitere Bilder |
| 09135720 Wikidata                | Frauenhorster Straße 16 (Lage) | Wohnhaus eines Mittelbauerngehöfts | Es handelt sich hier um einen eingeschossigen Ziegelbau mit Satteldach. Die Entstehung wird auf das Jahr 1910 datiert.                                           | weitere Bilder |

### Friedersdorf
| ID-Nr.   | Lage                   | Bezeichnung | Beschreibung | Bild |
| -------- | ---------------------- | ----------- | --- | ---- |
| 09135583 | Friedersdorf 28 (Lage) | Gutshaus    | Das Gutshaus wurde um 1700 erbaut. Hier befand sich davor ein Rittergut. Es ist ein giebelständiger, zweigeschossiger Fachwerkbau mit einem Krüppelwalmdach. | BW   |

### Friedrichsluga
| ID-Nr.                           | Lage                              | Bezeichnung                        | Beschreibung | Bild           |
| -------------------------------- | --------------------------------- | ---------------------------------- | --- | -------------- |
| 09135315 Wikidata                | (Lage)                            | Dorfkirche                         | Die Ziegelkirche wurde 1883 errichtet, es gab zwei Vorgängerbauten aus Fachwerk aus den Jahren 1716 und 1795. Die Orgel wurde 1865 von den Gebrüdern Walter aus Aarau erbaut. Die Glocke wurde 1883 in Dresden gegossen.                                                              | weitere Bilder |
| 09135882 Teilobjekt zu: 09135315 | Friedrichslugaer Straße (Lage)    | Glocke                             | Die Glocke wurde 1883 gegossen. | BW             |
| 09135675                         | Friedrichslugaer Straße (Lage)    | Wegweiser                          | Am Geldweg gegenüber der Kirche, am südlichen Wegrand befindet sich der Wegweiser. Der Wegweiser wurde versetzt, die Hinweise in Fraktur sind somit falsch. Der Wegweiser wurde zum Anfang des 18. Jahrhunderts aufgestellt, er ist somit einer der ältesten Wegweiser in der Region. | Wegweiser      |
| 09135316 Wikidata                | Friedrichslugaer Straße 19 (Lage) | Gasthof „Gottesgabe“, an der B 101 | Als die Chaussee Berlin-Dresden, die heutige B 101, ausgebaut wurde, wurde auch der Gasthof im Jahre 1835 erbaut. Hier wurde Rast gemacht, übernachtet oder die Pferde gewechselt. Es ist ein eingeschossiges, traufständiges Haus mit einem Satteldach.                              | weitere Bilder |

### Gräfendorf
Gräfendorf wird das erste Mal im Jahre 1271 als „villa Greuendrop“ erwähnt, das Dorf ist somit möglicherweise älter als Herzberg.
| ID-Nr.                           | Lage                          | Bezeichnung | Beschreibung | Bild       |
| -------------------------------- | ----------------------------- | ----------- | --- | ---------- |
| 09135155                         | Gräfendorfer Straße 12 (Lage) | Dorfkirche  | Die Kirche wurde in der Mitte des 13. Jahrhunderts erbaut, und ist somit eine der ältesten Kirchen in der Region Herzberg. Der Turm wurde allerdings erst 1847 hinzugefügt. | Dorfkirche |
| 09135867 Teilobjekt zu: 09135155 | Gräfendorfer Straße 12 (Lage) | Glocke      | | BW         |
| 09135868 Teilobjekt zu: 09135155 | Gräfendorfer Straße 12 (Lage) | Glocke      | | BW         |

### Grochwitz
Das Dorf liegt etwa einen Kilometer nördlich von Herzberg. Erstmals erwähnt wurde das Dorf im Jahre 1390, hier stand eine Wassermühle. 1731 erwarb Heinrich Graf von Brühl das Dorf und ließ das Schloss, das Gut und einen Gutspark errichten. Auch der Anger des Dorfes wurde dabei neu gestaltet. Im Siebenjährigen Krieg wurde das Schloss zerstört, es wurde aber wieder aufgebaut. Brände im Schloss gab es 1783 und 1992.
| ID-Nr.                           | Lage                                                           | Bezeichnung | Beschreibung | Bild           |
| -------------------------------- | -------------------------------------------------------------- | --- | --- | -------------- |
| 09135157                         | Schlossallee 1, 2, 3, 3a, 4, 5, 6, 7, 8, An den Teichen (Lage) | Schlossanlage, bestehend aus Schloss, Parkanlage und Wirtschaftshof sowie der Anger mit den beiden Teichen und die diese auf allen Seiten begleitende Pflasterstraße | Vor dem Bau 1732 bis 1738 stand hier ein Rittergut. Nach den Zerstörungen im Siebenjährigen Krieg im Jahre 1758 wurde das Schloss in der heutigen Form wieder aufgebaut. Durch Brandstiftung brannte das Schloss und wurde schwer beschädigt. Das Schloss wurde wieder aufgebaut. Es ist ein zweigeschossiges Haus mit einem Walmdach. Die Fassaden der Vorder- und Rückseite sind durch Risalite geprägt. Zum Schloss gehört ein Park im barocken Stil mit einer Größe von etwa 15 Hektar. | weitere Bilder |
| 09136216 Teilobjekt zu: 09135157 | Schlossallee 1, 2, 3, 3a, 4, 5, 6, 7, 8 (Lage)                 | Gutshof | | BW             |
| 09136110 Teilobjekt zu: 09135157 | Schlossallee 4, 5, 6, 7, 8 (Lage)                              | Stall & Scheune | | BW             |
| 09136111 Teilobjekt zu: 09135157 | Schlossallee 2, 3, 3a (Lage)                                   | Kavalierhaus | | BW             |
| 09136112 Teilobjekt zu: 09135157 | Schlossallee (Lage)                                            | Taubenhaus | Es sind zwei Taubenhäuser, diese stehen am Eingang zum Wirtschaftshof. | Taubenhaus     |
| 09135970 Teilobjekt zu: 09135157 | An den Teichen (Lage)                                          | Pflasterstraße | | Pflasterstraße |
| 09135971 Teilobjekt zu: 09135157 | An den Teichen (Lage)                                          | Gutspark & Teich | Der Gutspark befindet sich nördlich des Gutshauses. | BW             |
| 09136113 Teilobjekt zu: 09135157 | Schlossallee, An den Teichen (Lage)                            | Dorfanger & Teich | | BW             |

### Herzberg (Elster)
| ID-Nr.                           | Lage                            | Bezeichnung | Beschreibung | Bild |
| -------------------------------- | ------------------------------- | --- | --- | --- |
| 09135276                         | (Lage)                          | Altstadtbereich, spätmittelalterliche Stadtanlage einschließlich der historischen Vorstädte (Stadtgrundriss und Gesamtstraßenbild) | | Altstadtbereich, spätmittelalterliche Stadtanlage einschließlich der historischen Vorstädte (Stadtgrundriss und Gesamtstraßenbild) |
| 09135161                         | (Lage)                          | Stadtmauer zwischen dem Beginn der Schliebener Straße und der Badstraße                                                            | Die Reste der Mauer befinden sich im Wesentlichen an dem Fußweg An der Mauer. | Stadtmauer zwischen dem Beginn der Schliebener Straße und der Badstraße                                                            |
| 09135194                         | Am Anger 1 (Lage)               | Alte Schule Altherzberg | Bei der Altherzberger Schule handelt sich um einen zweigeschossigen Ziegelbau mit Satteldach. Die Entstehung wird auf die Jahre 1867 und 1868 datiert. | BW |
| 09135277                         | Am Sender 1-9 (ungerade) (Lage) | Wohnsiedlung, an der B 87 | Die Siedlung „Am Sender“ liegt nordöstlich der Stadt an der B 87. Sie wurde als Siedlung für Mitarbeiter des Deutschlandsenders durch die Deutsche Reichspost erbaut. Der Sender mit seinem 325 Meter hohen Turm ging am 19. Mai 1939 in Betrieb und wurde nach dem Zweiten Weltkrieg abgetragen. Die fünf eingeschossigen, traufständigen Häuser gruppieren sich um einen kleinen Teich. | Wohnsiedlung, an der B 87 |
| 09135031                         | Anhalter Straße 10 (Lage)       | Landwirtschaftliche Haushaltungsschule (heute Oberstufenzentrum, Haus I)                                                           | Die Landwirtschaftliche Haushaltungsschule ist heute das Haus I des Oberstufenzentrums. Hier lernten junge Frauen für die Arbeit in landwirtschaftlichen Betrieben. Das Gebäude wurde 1905 auf einem T-förmigen Grundriss erbaut. Es ist ein zweigeschossiges Haus mit einem Mansardwalmdach.                                                                                             | Landwirtschaftliche Haushaltungsschule (heute Oberstufenzentrum, Haus I)                                                           |
| 09135182                         | Anhalter Straße 148 (Lage)      | Bahnhofsgebäude Herzberg-West | Der Bahnhof wurde mit der Bahnstrecke Berlin–Dresden im Jahre 1848 erbaut. Der heutige Bahnhof Herzberg (Elster) hieß bis Anfang der 2000er Jahre zur Unterscheidung zum Stadtbahnhof Herzberg (Elster) West. Es ist ein zweigeschossiges Haus mit einem Drempel und einem Satteldach. An der südwestlichen Ecke trägt das Gebäude einen Turm.                                            | weitere Bilder |
| 09135165                         | Badstraße (Lage)                | Stadtpark mit Boldedenkmal, Gefallenendenkmal und ehemaligem Bismarckdenkmal                                                       | Der Herzberger Stadtpark entstand im ausgehenden 19. Jahrhundert. Hier sind unter anderem einige Denkmäler zu finden. Das Boldedenkmal entstand im Jahre 1934, das Gefallenendenkmal nach 1926 und das Bismarckdenkmal im Jahre 1904. handelt sich hier um einen eingeschossigen Ziegelbau mit Satteldach. Die Entstehung wird auf das Jahr 1910 datiert.                                 | Stadtpark mit Boldedenkmal, Gefallenendenkmal und ehemaligem Bismarckdenkmal                                                       |
| 09136222 Teilobjekt zu: 09135165 | ()                              | Denkmal | Der Bismarkstein stammt aus dem Jahr 1904. | Denkmal |
| 09136223 Teilobjekt zu: 09135165 | ()                              | Kriegerdenkmal | | Kriegerdenkmal |
| 09136224 Teilobjekt zu: 09135165 | ()                              | Denkmal | Das Boldedenkmal wurde 1934 aufgestellt. | Denkmal |
| 09135162                         | Badstraße 7 (Lage)              | Kur- und Wannenbad sowie Wunderstein Herzberg                                                                                      | Das Kurhaus wurde 1907 erbaut. Es ist ein zweiteiliger Bau, einer ist eingeschossig, der andere zweigeschossig. | Kur- und Wannenbad sowie Wunderstein Herzberg                                                                                      |
| 09136218 Teilobjekt zu: 09135162 | Badstraße 7 ()                  | Denkmal | Vor dem Kurhaus befindet sich der Wunderstein, vorne mit der Inschrift „Wer dreymal diessen Stein umwallt, Wird ueber hundert jare alt“. Die Inschrift hinten ist rückwärts zu lesen: „Doch nur falls er nicht vorher stirbt und so sich selbst den Spaß verderbt“ (siehe Bild). Die Jahreszahl 1506 erinnert an die Verlegung der Universität Wittenberg im Pestjahr 1506.               | Denkmal |
| 09135163                         | Badstraße 8 (Lage)              | Villa Marx mit Villengarten (heute Botanischer Garten), Gärt-nerhaus und Pavillon am Teich                                         | Der Fabrikant Wilhelm Marx erwarb 1905 den Erdmannschen Garten und baute hier von 1906 bis 1908 eine Villa. Es ist ein zweigeschossiges Gebäude mit einem Krüppelwalmdach. An der Südseite der Villa befindet sich ein Wintergarten. Zur Villa gehört ein Garten mit einer Größe von etwa 0,8 Hektar. Im Garten befinden sich etwa 550 Rosen, 200 Rhododendron und Koniferen.             | Villa Marx mit Villengarten (heute Botanischer Garten), Gärt-nerhaus und Pavillon am Teich                                         |
| 09136219 Teilobjekt zu: 09135163 | Badstraße 8 ()                  | Villengarten & Botanischer Garten                                                                                                  | | ein Bild hochladen |
| 09136220 Teilobjekt zu: 09135163 | Badstraße 8 ()                  | Gartenpavillon | | ein Bild hochladen |
| 09136221 Teilobjekt zu: 09135163 | Badstraße 8 ()                  | Wirtschaftsgebäude & Gewächshaus                                                                                                   | | ein Bild hochladen |
| 09135531                         | Badstraße 9 (Lage)              | Vereinsturnhalle mit Steigerturm                                                                                                   | Die Turnhalle wurde von 1927 bis 1928 erbaut, sie liegt in den Elsterniederung. Neben der Gestaltung der Fassade durch Lisenen wird das Gebäude durch den viergeschossigen Feuerwehrturm mit gebrocheneden Zeltdach geprägt. Durch die Halle mit Satteldach und dem Turm hat man den Eindruckes ist eine Kirche nach einem Entwurf von Schinkel.                                          | Vereinsturnhalle mit Steigerturm                                                                                                   |
| 09135965                         | Dresdener Straße 2, 4 (Lage)    | Wohnhaus und Laboratorium der einstigen Chemischen Fabrik Alwin Nieske GmbH, Berlin                                                | Seit 1878 war hier eine Hufnagelfabrik, ab 1892/1893 wurde hier Salmiak von dem Fabrikaten Alwin Nieske produziert. Das heutige Haus wurde 1902 erbaut. Es ist ein zweigeschossiger Bau mit einem Satteldach und 20 Achsen. Die Fassade wird von zwei Risaliten mit geschweiften Giebeln geprägt.                                                                                         | BW |
| 09135656                         | Dresdener Straße 3 (Lage)       | Villa | Das Haus wurde 1900 von Alwin Nieske, dem Fabrikanten der gegenüberliegenden Chemischen Fabrik erbaut. Es ist ein zweigeschossiger Bau. | BW |
| 09135184 Wikidata                | Heilandstraße 5 (Lage)          | Katholische Kirche Corpus Christi                                                                                                  | Die Kirche wurde 1928 als Kapelle eingeweiht und 1956/57 zur heutigen Kirche erweitert. Entstanden ist der Klinkerbau nach Entwürfen des Berliner Architekten Josef Bachem, die Erweiterung erfolgte durch den Architekten Georg Steinbach. | weitere Bilder |
| 09135876 Teilobjekt zu: 09135184 | Heilandstraße 5 ()              | Glocke | | ein Bild hochladen |
| 09135030                         | Kirchstraße 2 (Lage)            | Wohnhaus | Bei dem Mittelflurhaus handelt es sich um einen zweigeschossigen Fachwerkbau mit Satteldach. Die Entstehung wird auf das 18. Jahrhundert datiert. | Wohnhaus |
| 09135160                         | Kirchstraße 14 (Lage)           | Stadtpfarrkirche St. Marien | Die evangelische Stadtkirche St. Marien wurde in der Mitte des 14. Jahrhunderts erbaut. Die Deckengemälde stammen aus dem Anfang des 15. Jahrhunderts. Der Altar stammt aus dem Jahre 1765. Die Kanzel stammt aus dem Jahr 1658. | Stadtpfarrkirche St. Marien |
| 09136217 Teilobjekt zu: 09135160 | Kirchstraße 14 ()               | Kapelle | | ein Bild hochladen |
| 09135873 Teilobjekt zu: 09135160 | Kirchstraße 14 ()               | Glocke | | ein Bild hochladen |
| 09135874 Teilobjekt zu: 09135160 | Kirchstraße 14 ()               | Glocke | | ein Bild hochladen |
| 09135875 Teilobjekt zu: 09135160 | Kirchstraße 14 ()               | Glocke | | ein Bild hochladen |
| 09136000 Teilobjekt zu: 09135160 | Kirchstraße 14 ()               | Orgel | | ein Bild hochladen |
| 09135802                         | Lausitzer Straße 4 (Lage)       | Empfangsgebäude und Güterboden des Bahnhofs Herzberg-Stadt                                                                         | Der Bahnhof wurde 1897 in Betrieb genommen. Bauherr war die Niederlausitzer Eisenbahn-Gesellschaft, welche die Niederlausitzer Eisenbahn gebaut hat. | Empfangsgebäude und Güterboden des Bahnhofs Herzberg-Stadt                                                                         |
| 09135624                         | Lausitzer Straße 7 (Lage)       | Wohnhaus | Es handelt sich hier um einen zweigeschossigen Ziegel- und Klinkerbau mit Sattel- und Mansardwalmdach. Die Entstehung wird auf das Jahr 1910 datiert. | Wohnhaus |
| 09135012                         | Ludwig-Jahn-Straße 11 (Lage)    | Wohnhaus | Das Wohnhaus wurde wahrscheinlich im 17. Jahrhundert erbaut. Es ist ein zweigeschossiges, traufständiges Fachwerkhaus mit einem Satteldach. | Wohnhaus |
| 09135013                         | Ludwig-Jahn-Straße 13 (Lage)    | Wohnhaus | Das Wohnhaus wurde wahrscheinlich im 17. Jahrhundert erbaut und möglicherweise im Jahre 1868 umgebaut. Es ist ein zweigeschossiges, traufständiges Fachwerkhaus mit einem Satteldach. | Wohnhaus |
| 09135761                         | Ludwig-Jahn-Straße 18 (Lage)    | Wohnhaus | Der Vorgängerbau brannte 1885 ab, daraufhin wurde das heutige Haus gebaut. Es ist ein zweigeschossiges, traufständiges Haus mit einem Satteldach. Das Haus hat drei Achsen, in der Linken befindet sich der Eingang. Vor dem Eingang befindet sich eine kleine Freitreppe. | Wohnhaus |
| 09135189                         | Lugstraße 3b (Lage)             | Kleinplanetarium | Das Planetarium wurde am 17. Dezember 1965 eröffnet. Es hat 100 Plätze und befindet sich auf dem Gelände der Schule. | Kleinplanetarium |
| 09135168                         | Magisterstraße 2 (Lage)         | Wohnhaus (heute Pfarrhaus) | Es handelt sich hier um einen zweigeschossigen Fachwerkbau mit Satteldach. Die Entstehung wird auf das 18. Jahrhundert datiert. | Wohnhaus (heute Pfarrhaus) |
| 09135169                         | Magisterstraße 3 (Lage)         | Wohnhaus | Es handelt sich hier um einen zweigeschossigen Fachwerkbau mit Satteldach. Die Entstehung wird auf das 16. Jahrhundert datiert. | Wohnhaus |
| 09135170                         | Magisterstraße 4 (Lage)         | Wohnhaus | Es handelt sich hier um einen zweigeschossigen Fachwerkbau mit Satteldach. Die Entstehung wird auf das 18. Jahrhundert datiert. | Wohnhaus |
| 09135171                         | Magisterstraße 5 (Lage)         | Wohnhaus | Es handelt sich hier um einen zweigeschossigen Fachwerkbau mit Satteldach und Lehmstakenausfachung. Die Entstehung wird auf das 18. Jahrhundert datiert. | Wohnhaus |
| 09135172                         | Markt 1 (Lage)                  | Rathaus | Es handelt sich hier um einen zweigeschossigen Massivbau mit Satteldach. Die Entstehung wird auf die Jahre 1616 und 1617 datiert. Umfangreiche Umbauarbeiten erfolgten in den Jahren 1937 bis 1939. | Rathaus |
| 09135176                         | Markt 3 (Lage)                  | Wohnhaus | Es handelt sich hier um einen zweigeschossigen Fachwerkbau mit Satteldach und Oberlaubengang. Die Entstehung wird auf das ausgehende 19. Jahrhundert datiert. | Wohnhaus |
| 09135192                         | Mauerstraße 4 (Lage)            | Wohnhaus | Es handelt sich hier um einen zweigeschossigen Fachwerkbau. | BW |
| 09135709                         | Mauerstraße 5 (Lage)            | Wohnhaus | Es handelt sich hier um ein zweigeschossiges Gebäude mit Satteldach. Die Entstehung wird auf die Zeit um 1700 datiert. | BW |
| 09135173                         | Mönchstraße 1 (Lage)            | Wohnhaus mit Oberlaubengang | Das Haus wurde Mitte des 19. Jahrhunderts erbaut. Es ist traufständiges, zweigeschossiges Haus mit Satteldach und einer Mitteldurchfahrt. | Wohnhaus mit Oberlaubengang |
| 09135174                         | Mönchstraße 3 (Lage)            | Wohnhaus mit Oberlaubengang | Das Wohnhaus wurde in der Mitte des 19. Jahrhunderts erbaut. Es ist ein traufständiges, zweigeschossiges Haus mit einem Satteldach. In der Mitte der Fassade befindet sich ein Risalit, hier liegt auch die Einfahrt zum Hof. Auf dem Hof befindet sich eine Oberlaube. | Wohnhaus mit Oberlaubengang |
| 09135175                         | Mönchstraße 4 (Lage)            | Wohnhaus mit Seitenflügel und Nebengebäuden sowie Hofpflasterung und Garten                                                        | Das Haus wurde Ende des 18. Jahrhunderts durch einen Beutler errichtet. Es ist ein traufständiges, zweigeschossiges Fachwerkhaus mit einem Satteldach. In der mittleren der fünf Achsen befindet sich eine Einfahrt. Auf der Hofseite befindet sich eine Oberlaube. | Wohnhaus mit Seitenflügel und Nebengebäuden sowie Hofpflasterung und Garten                                                        |
| 09135741                         | Mönchstraße 6 (Lage)            | Wohnhaus mit Werkstattgebäuden | Das Wohnhaus entstand Ende des 18. Jahrhunderts. Es ist ein traufständiges, zweigeschossiges Wohnhaus mit einem Satteldach. Auf der linken Seite des Hauses befindet sich eine Einfahrt. Auf dem Hof befindet sich ein Werkstattgebäude. | Wohnhaus mit Werkstattgebäuden |
| 09135176                         | Mönchstraße 7 (Lage)            | Wohnhaus mit Oberlaubengang | Das Wohnhaus wurde Ende des 19. Jahrhunderts erbaut. Es ist ein traufständiges, zweigeschossiges Wohnhaus mit einem Satteldach. Das Haus hat fünf Achsen, in der linken befindet sich eine breite Einfahrt. | Wohnhaus mit Oberlaubengang |
| 09135193                         | Mühlstraße 23 (Lage)            | Kirche Altherzberg | Die heutige Kirche wurde 1758 erbaut. Bei dem Saalbau handelt es sich um ein Fachwerkgebäude. Die ursprüngliche Entstehung wird auf das 17. Jahrhundert datiert. | Kirche Altherzberg |
| 09135801                         | Rosa-Luxemburg-Straße (Lage)    | Kriegerdenkmal Germania vor dem Rathaus                                                                                            | Das Kriegerdenkmal entstand nach einem Entwurf von Robert Eduard Henze im Jahre 1887. Während der Sockel aus Sandstein besteht, besteht die Skulptur aus Gusseisen. | Kriegerdenkmal Germania vor dem Rathaus                                                                                            |
| 09135178                         | Rosa-Luxemburg-Straße 11 (Lage) | Wohn- und Geschäftshaus | Es handelt sich hier um einen zweigeschossigen Fachwerkbau mit Walmdach. Die Entstehung wird auf das erste Drittel des 19. Jahrhunderts datiert. | Wohn- und Geschäftshaus |
| 09135183                         | Rosa-Luxemburg-Straße 44 (Lage) | Philipp-Melanchthon-Schule | Es handelt sich hier um einen zwei- bis dreigeschossigen Ziegelbau mit Walmdach. Die Entstehung wird auf das Jahr 1861 datiert. Eine Erweiterung und Aufstockung erfuhr das Gebäude im Jahre 1901. | Philipp-Melanchthon-Schule |
| 09135014                         | Schliebener Straße 16 (Lage)    | Wohn- und Geschäftshaus mit zwei Seitenflügeln                                                                                     | Es handelt sich hier um einen zweigeschossigen Ziegelbau mit Satteldach. Die Entstehung wird auf das Jahr 1865 datiert. | Wohn- und Geschäftshaus mit zwei Seitenflügeln                                                                                     |
| 09135032                         | Schliebener Straße 46a (Lage)   | Saalbau der Gaststätte „Zum Siegeskranz“                                                                                           | Der freistehende Saalbau entstand im Jahre 1912. | BW |
| 09135600                         | Schliebener Straße 65 (Lage)    | Wohnhaus | Bei dem Gebäude handelt es sich um einen zweigeschossigen Fachwerkbau mit Satteldach und Lehmstakenausfachung. Die Entstehung wird auf das Jahr 1737 datiert. | BW |
| 09135796                         | Schliebener Straße 67 (Lage)    | Quergebäude mit Oberlaubengalerie                                                                                                  | Bei dem Gebäude handelt es sich um einen zweigeschossigen Fachwerkbau mit Satteldach und Oberlaubengalerie. Die Entstehung wird auf die Zeit um 1800 datiert. | BW |
| 09135594                         | Schliebener Straße 70 (Lage)    | Wohnhaus mit Hofpflasterung und abschließender Ziegelmauer                                                                         | Bei dem Gebäude handelt es sich um einen zweigeschossigen Ziegelbau mit Satteldach. Die Entstehung wird auf die Mitte des 19. Jahrhunderts datiert. | BW |
| 09135166                         | Schliebener Straße 86 (Lage)    | Bürgerhaus | Bei dem Gebäude handelt es sich um einen zweigeschossigen Fachwerkbau mit Satteldach. Die Entstehung wird auf das 18. Jahrhundert datiert. | Bürgerhaus |
| 09136153                         | Schliebener Straße 88 (Lage)    | Wohnhaus mit Oberlaubengalerie | | Wohnhaus mit Oberlaubengalerie |
| 09135529                         | Südpromenade 6 (Lage)           | Villa | Bei dem Gebäude handelt es sich um einen massiven Klinkerbau mit Satteldach. Die Entstehung wird auf das Jahr 1906 datiert. | BW |
| 09135186                         | Torgauer Straße (Lage)          | Friedhofskapelle St. Katharinen und Friedhof mit historischen Grabmalen sowie Gefallenendenkmal von 1868                           | | Friedhofskapelle St. Katharinen und Friedhof mit historischen Grabmalen sowie Gefallenendenkmal von 1868                           |
| 09135179                         | Torgauer Straße 1 (Lage)        | Wohnhaus mit Mansarddach | Bei dem Gebäude handelt es sich um einen zweigeschossigen Fachwerkbau mit Mansarddach. Die Entstehung wird auf das 18. Jahrhundert datiert. | Wohnhaus mit Mansarddach |
| 09135663                         | Torgauer Straße 7 (Lage)        | Gasthof „Zur Weintraube“ | Bei dem Gebäude handelt es sich um einen zweigeschossigen Ziegelbau mit Krüppelwalmdach. Die Entstehung wird auf das 18. Jahrhundert datiert. | Gasthof „Zur Weintraube“ |
| 09135033                         | Torgauer Straße 29 (Lage)       | Wohnhaus, Gaststätte | Bei dem Gebäude handelt es sich um einen zweigeschossigen Fachwerkbau mit Schopfwalmdach. Die Entstehung wird auf das 19. Jahrhundert datiert. | Wohnhaus, Gaststätte |
| 09135187                         | Torgauer Straße 35 (Lage)       | Friedhofsverwaltung (Heilig-Geist-Hospital)                                                                                        | Bei dem Gebäude handelt es sich um einen zweigeschossigen Fachwerkbau mit Satteldach. Die Entstehung wird auf das 17. Jahrhundert datiert. | Friedhofsverwaltung (Heilig-Geist-Hospital)                                                                                        |
| 09135523                         | Torgauer Straße 67 (Lage)       | Wohnhaus mit Ladeneinbau, Pflasterung der Durchfahrt                                                                               | Bei dem Gebäude handelt es sich um einen zweigeschossigen Fachwerkbau mit Satteldach. Die Entstehung wird auf die Zeit um 1750 datiert. | Wohnhaus mit Ladeneinbau, Pflasterung der Durchfahrt                                                                               |
| 09135762                         | Torgauer Straße 72 (Lage)       | Wohnhaus mit hofseitig anschließendem Seitengebäude und zum Neumarkt liegendem Torhaus                                             | Bei dem Gebäude handelt es sich um einen zweigeschossigen Fachwerkbau mit Satteldach. Die Entstehung wird auf die zweite Hälfte des 18. Jahrhunderts datiert. | BW |
| 09135527                         | Torgauer Straße 76 (Lage)       | Seitengebäude mit Oberlaubengang                                                                                                   | Bei dem Gebäude handelt es sich um einen zweigeschossigen Fachwerkbau mit Satteldach und Oberlaubengang. Die Entstehung wird auf die zweite Hälfte des 18. Jahrhunderts datiert. | Seitengebäude mit Oberlaubengang                                                                                                   |
| 09135188                         | Wilhelm-Pieck-Ring 38 (Lage)    | Wasserturm mit Schulsternwarte | Die Stahlskelettkonstruktion wurde in den Jahren 1959 und 1960 errichtet. | weitere Bilder |

### Kleinesee
| ID-Nr.                           | Lage   | Bezeichnung                                                                                                  | Beschreibung                     | Bild               |
| -------------------------------- | ------ | --- | -------------------------------- | ------------------ |
| 09135602                         | (Lage) | Revierförsterei, bestehend aus Wohnhaus, rechtem Stallspeicher und linker Durchfahrtsscheune sowie Vorgarten | Die Försterei wurde 1885 erbaut. | BW                 |
| 09136349 Teilobjekt zu: 09135602 | ()     | Wohnhaus |                                  | ein Bild hochladen |
| 09136350 Teilobjekt zu: 09135602 | ()     | Stall |                                  | ein Bild hochladen |
| 09136351 Teilobjekt zu: 09135602 | ()     | Scheune |                                  | ein Bild hochladen |

### Löhsten
| ID-Nr.                           | Lage                         | Bezeichnung                                      | Beschreibung | Bild               |
| -------------------------------- | ---------------------------- | ------------------------------------------------ | --- | ------------------ |
| 09135213                         | An der roten Lache (Lage)    | Dorfkirche                                       | Die Kirche wurde 1777 erbaut. Es ist ein Fachwerkbau mit einem unteren viereckigen und oberen achteckigen Dachturm mit Schweifhaube und Laterne. Im Inneren eine Taufe und ein Kanzelaltar aus dem 18. Jahrhundert.                                                                                                   | weitere Bilder     |
| 09135900 Teilobjekt zu: 09135213 | An der roten Lache ()        | Glocke                                           | | ein Bild hochladen |
| 09135214                         | An der roten Lache 8 (Lage)  | Alter Gasthof                                    | Der Gasthof wurde in der Mitte des 18. Jahrhunderts erbaut. Es ist ein traufständiger, zweigeschossiger Fachwerkbau mit einem Krüppelwalmdach. An der linken Seite des Gasthofes wurde ein Saalbau angebaut. Es ist ein Putzbau aus der Zeit um 1900.                                                                 | Alter Gasthof      |
| 09136236 Teilobjekt zu: 09135214 | An der roten Lache 8 ()      | Saalbau                                          | | ein Bild hochladen |
| 09135559                         | An der roten Lache 41 (Lage) | Alte Schule mit Toiletten und Wirtschaftsgebäude | Die alte Schule wurde 1852 erbaut. Es ist ein eingeschossiger, giebelständiger Ziegelbau. Auf dem Satteldach befindet sich eine Fledermausgaube, der Sockel wurde aus Feldstein erstellt. Im Haus befindet sich eine Lehrerwohnung und ein großer Klassenraum. Das Wirtschaftsgebäude wurde ebenfalls 1862 errichtet. | BW                 |
| 09136323 Teilobjekt zu: 09135559 | An der roten Lache 41 ()     | Wirtschaftsgebäude                               | | ein Bild hochladen |

### Mahdel
| ID-Nr.                           | Lage             | Bezeichnung | Beschreibung | Bild           |
| -------------------------------- | ---------------- | ----------- | --- | -------------- |
| 09135215 Wikidata                | Mahdel 23 (Lage) | Dorfkirche  | Die Dorfkirche wurde wahrscheinlich Mitte des 18. Jahrhunderts erbaut. Es ist eine Fachwerkkirche mit einem Dachturm. Im Inneren befindet sich eine Kanzel, eine Taufe und ein Pfarrerstuhl aus der ersten Hälfte des 18. Jahrhunderts. Die Glocke wurde 1933 in Apolda gegossen. | weitere Bilder |
| 09135956 Teilobjekt zu: 09135215 | Mahdel 23 (Lage) | Glocke      | | BW             |
| 09136470                         | Mahdel 25 (Lage) | Wohnhaus    | | BW             |

### Neunaundorf
| ID-Nr.                           | Lage                          | Bezeichnung                                                                                                  | Beschreibung | Bild               |
| -------------------------------- | ----------------------------- | --- | --- | ------------------ |
| 09135715                         | Neunaundorfer Straße 2 (Lage) | Durchfahrtsscheune mit rückwärtiger Zufahrt in Feldsteinpflasterung und Taubenturm eines Mittelbauerngehöfts | Der Taubenturm hat einen Grundriss und wurde aus roten Ziegel erbaut. Auf zweieinhalb Geschossen befindet sich ein Satteldach. Die Scheune wurde aus Ziegel erbaut und hat ein hohes Satteldach. Beide Gebäude gehören zu einem Vierseithof, der von 1882 bis 1886 erbaut wurde. | BW                 |
| 09136410 Teilobjekt zu: 09135715 | Neunaundorfer Straße 2 ()     | Taubenturm                                                                                                   | | ein Bild hochladen |

### Züllsdorf
Der Ort wurde das erste Mal im Jahre 1284 in einer Urkunde erwähnt. Das Ortsbild des Dorfes entstand nach einem Brand im Jahre 1821, als ein Großteil des Ortes abbrannte.
| ID-Nr.                           | Lage                              | Bezeichnung                                   | Beschreibung | Bild           |
| -------------------------------- | --------------------------------- | --------------------------------------------- | --- | -------------- |
| 09135312                         | Hauptstraße 26 (Lage)             | Dorfkirche                                    | Die heutige Kirche hatte zwei Vorgängerbauten, die letzte Kirche brannte 1855 ab. Die heutige Kirche wurde 1857 eingeweiht. Es ist ein massiver Saalbau mit einem Turm, die Kirche ist mit Feldsteinen verblendet. | weitere Bilder |
| 09135562                         | Züllsdorfer Mittelstraße 2 (Lage) | Wohnhaus und Wirtschaftsgebäude mit Oberlaube | Das Wohnhaus wurde nach dem Jahr 1821 erbaut. Es ist ein zweigeschossiges, traufständiges Fachwerkhaus mit einem Satteldach. An der Rückseite befindet sich ein Stallgebäude mit Oberlaube.                        | weitere Bilder |
| 09136324 Teilobjekt zu: 09135562 | Züllsdorfer Mittelstraße 2 (Lage) | Stall                                         | | Stall          |

## Ehemalige Baudenkmale
| ID-Nr. | Lage                                       | Bezeichnung                 | Beschreibung | Bild |
| ------ | ------------------------------------------ | --------------------------- | --- | --- |
|        | Herzberg (Elster) Magisterstraße 22 (Lage) | Wohnhaus                    | | Wohnhaus                                                                                                  |
|        | Mahdel Mahdel 2 (Lage)                     | Stallspeicher mit Oberlaube | Das Gebäude ist abgerissen. An der Stelle befindet sich das neu gebaute Feuerwehrhaus des Ortes.                                                                                               | [[Vorlage:Bilderwunsch/code!/C:51.69838,13.173005!/D:Mahdel Mahdel 2, Stallspeicher mit Oberlaube!/\|BW]] |
|        | Rahnisdorf Rahnisdorf Nr. 9 (Lage)         | Drescherhaus                | Das Haus wurde Anfang des 19. Jahrhunderts erbaut. Es ist ein zweigeschossiger, traufständiger Bau mit sieben Achsen und einem Krüppelwalmdach. Der Eingang befindet sich in der linken Achse. | [[Vorlage:Bilderwunsch/code!/C:51.677059,13.17308!/D:Rahnisdorf Rahnisdorf Nr. 9, Drescherhaus!/\|BW]]    |